# Ernst Steuerwald

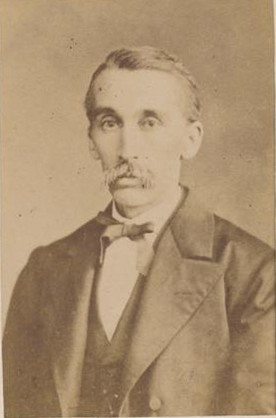
Ernst Steuerwald 1835 - 1884

Ernst Steuerwald (Tilburg, 13 mei 1835 - Delft, 2 april 1884) was een Nederlands waterbouwkundige en hoogleraar. Hij werkte van 1855 - 1868 bij de Waterstaat en was van 1868 tot zijn overlijden hoogleraar in Delft.  

## Opleiding
In 1851 ging Steuerwald naar de Koninklijke Academie in Delft. Hij was daar een van de beste studenten. Hij studeerde in 1855 af, en werd toen buitengewoon opzichter in rijksdienst waarbij hij werkte bij de waterpassingen ten behoeve van een plan tot verhoging van de Noorder Lekdijk. In 1856 legde hij het examen bij de Waterstaat af, en werd toen surnumerair, Dat was een tijdelijke functie, een soort proeftijd. Hij kwam direct onder L.J.A. van der Kun, de inspecteur van de Waterstaat en kwam bij de Algemene Dienst. Hij was vooral werkzaam bij het overbrengen van het Amsterdams Peil naar diverse plaatsen en het samenstellen van registers. Hij heeft hiervoor met zijn collega J.M.F. Wellan een methode gevonden om het peil over de Westerschelde heen naar Zeeuws-Vlaanderen over te brengen. Hij werd in 1860 bevorderd eerst to aspirant ingenieur en later dat jaar werd hij arrondissements-ingenieur in het westelijk arrondissement 's Hertogenbosch. Dit was een positie met veel werk.  
De gezondheid van Steuerwald was problematisch (hij had astma) en hij kreeg daarom in 1863 enige tijd ziekteverlof. Hij werd in die tijd wel bevorderd tot ingenieur en in 1864 werd hij toegevoegd ingenieur bij Frederik Willem Conrad, weer bij de Algemene Dienst. Hij heeft daar het project opgezet voor de Waterstaatskaart van Nederland. In eerste ronde was dit project in 1891 afgerond, de kaart is sindsdiens regelmatig herzien. De beginselen, die Steuerwald aan de weergave ten grondslag gelegd, zijn zonder belangrijke afwijkingen geheel volgens het door hem ingevoerde stelsel doorgevoerd.  
In de tijd bij de Algemene Dienst heeft hij ook een aantal keer de arrondissementswerkzaamheden in Gorinchem en in Oostelijk Friesland waargenomen.  

## Hoogleraar in Delft
Toen de hoogleraar in de waterbouwkunde Jacobus Lebret om gezondheidsredenen ontslag verzocht, werd Steuerwald op 1 september 1868 in zijn plaats als hoogleraar bij de Polytechnische school gedetacheerd, terwijl hij ingenieur van den waterstaat bleef. Men vond het zonderling, dat in de plaats van een ziekelijk hoogleraar een ander benoemd werd die ook een zwakke gezondheid had. Zijn professoraat was wel succesvol, omdat hij heel nauwgezet en geduldig was. Zijn studenten waren daar heel blij mee. En alhoewel zijn achtergrond vooral theoretisch was, gaf hij toch heel vaak heel praktische adviezen.
In zijn tijd als hoogleraar heeft hij met zijn collega Henket en de waterstaatsingenieur Van der Toorn en Stieltjes begonnen aan het handboek over Waterbouwkunde.  Door zijn gezondheid heeft hij hier niet veel aan kunnen bijdragen. 
Van 1877 tot 1880 was hij lid van het bestuur van het Kon. Instituut van Ingenieurs.

## Privé
Zijn vader is Christian Heinrich Gottlieb Steuerwald (eerste luitenant bij de pontonniers en amateur-tekenaar, -lithograaf en -steendrukker), zijn moeder is Christina Geertrui Spakler. Hij is op 11 mei 1866 te Middelburg gehuwd met  Adriana Albertina Langguth, bij wie hij 7 kinderen had, allen geboren in Delft.
- Biografisch Portaal: 55608996
- Digitale Bibliotheek voor de Nederlandse Letteren: steu010
- Nederlandse Thesaurus van Auteursnamen: 163158673
- Système universitaire de documentation: 249826879
- Virtual International Authority File: 281921568
- WorldCat: E39PBJdx8YhCJXw6f8JV9MGWDq